# Cytheropteron assimiloides
Cytheropteron assimiloides is een mosselkreeftjessoort uit de familie van de Cytheruridae. De wetenschappelijke naam van de soort is voor het eerst geldig gepubliceerd in 1967 door Swain.